# Paolo Zanetti
Paolo Zanetti (Valdagno, Italia; 16 de diciembre de 1982) es un exfutbolista y entrenador italiano. Actualmente dirige al Hellas Verona de la Serie A.
Como jugador se desempeñaba de centrocampista y disputó siete temporadas de Serie A en sus 15 años de carrera. A nivel internacional, fue juvenil por Italia.

## Carrera como jugador
Dio sus primeros pasos en el Us Ponte dei Nori, equipo de su país, y luego aterrizó en el sector juvenil del Vicenza. Debutó en la Serie A, bajo la dirección de Edoardo Reja, el 21 de enero de 2001 en Vicenza-Brescia, ingresando en el minuto 55 por Raffaele Longo.
El 11 de diciembre de 2001 firmó su primer contrato profesional, vinculándose al club hasta el 30 de junio de 2006 con opción a una temporada más. Marcó su primer gol profesional el 31 de agosto de 2002 ante el Genoa.

### Empoli
Zanetti fue vendido a Empoli en un acuerdo de copropiedad en julio de 2003, por una tarifa de €671.400. En su primera temporada con Empoli, realizó 13 apariciones en la Serie A. Sin embargo, Empoli fue relegado a la Serie B al final de la temporada aunque el italiano permaneció en el club. 
Zanetti jugó 30 partidos en la temporada 2004-05, lo que ayudó al club a recuperar el ascenso a la Serie A. Sin embargo, solo hizo nueve apariciones con el club en la temporada siguiente. En junio de 2006, Empoli lo fichó directamente desde Vicenza, por una tarifa adicional de €125.000, por lo que Empoli había pagado a Vicenza €796.400 en total.

### Ascoli
Después de adquirir el 50% restante de los derechos de registro de Vicenza en junio de 2006 por una tarifa de transferencia adicional de 125 000 €, Empoli vendió Zanetti al Ascoli en otro acuerdo de copropiedad por una tarifa de transferencia de €400.000 en julio.

### Torino
En mayo de 2007, Zanetti dijo que se quedaría en Ascoli, a pesar de que descendieron a la Serie B. Este club compró todos los derechos de registro del jugador por una tarifa adicional de €750.000 (lo que significa que Ascoli había pagado una tarifa de transferencia de €1,15 millones en total) pero envió a Zanetti, junto con Saša Bjelanović, al Torino en otras operaciones de copropiedad por 1 millón de euros cada una, en un contrato de cinco y tres años respectivamente. A mediados de la misma temporada, Torino lo compró directamente por €500.000 adicionales (lo que hace que Torino haya pagado una tarifa de transferencia de €1,5 millones en total).
Durante la temporada 2009-10, los ultras del Torino atacaron a los jugadores durante la fiesta de cumpleaños de David Di Michele. Después del incidente, los jugadores involucrados: Di Michele, Massimo Loviso, Riccardo Colombo, Aimo Diana, Marco Pisano, Francesco Pratali y Zanetti fueron transferidos a otros clubes por lo que sólo quedaron Rolando Bianchi, Matteo Rubin y Angelo Ogbonna en el club.
El 19 de enero de 2010, el Atalanta lo fichó cedido hasta el final de temporada.

### Grosseto
Después de estar inactivo en el fútbol durante una temporada, Zanetti se unió al Grosseto el 8 de agosto de 2011 en un contrato de un año. Torino y Zanetti rescindieron el contrato entre las dos partes de mutuo acuerdo.

### Sorrento
En enero de 2012 fue fichado por el Sorrento Calcio. En mayo de 2012 firmó un nuevo contrato de dos años con Sorrento.

### Reggiana
El 23 de enero de 2013, fue fichado por el Reggiana. El 26 de agosto de 2013 firmó un nuevo contrato por dos años. El 18 de noviembre de 2014, Zanetti se retiró y pasó a formar parte de la trastienda del primer equipo.

## Carrera como entrenador
Después de retirarse, Zanetti se quedó en Reggiana como colaborador técnico y luego como entrenador de juveniles.
En 2017, Zanetti asumió su primer trabajo como entrenador en el club de la Serie C Südtirol. Después de dos temporadas que terminaron con dos apariciones consecutivas en los playoffs de ascenso, el 7 de junio de 2019 dejó al Südtirol por el Ascoli. El 27 de enero de 2020 fue relevado de sus funciones con el equipo en el decimotercer puesto a tres puntos de la zona de play-off (27 puntos en 21 partidos).
El 14 de agosto de 2020 fichó por el Venezia, con un contrato de dos años. El 27 de mayo de 2021, Zanetti aseguró el regreso del club a la Serie A después de una victoria global por 2-1 en el desempate de ascenso sobre el Cittadella, poniendo así fin a su exilio de 19 años de la máxima categoría. El 27 de abril de 2022, Zanetti fue despedido tras una racha de ocho derrotas consecutivas que dejó al equipo en la parte inferior de la tabla de la Serie A.
El 6 de junio de 2022, el club Empoli de la Serie A, un ex equipo suyo como jugador, anunció que había contratado a Zanetti por dos años como su nuevo entrenador.Después de guiar al club a la mitad de la tabla en la temporada 2022-23, fue despedido el 19 de septiembre de 2023 tras un pésimo comienzo de la nueva temporada, con cuatro derrotas en los primeros cuatro partidos.
En junio de 2024, fue oficializado como entrenador del Hellas Verona y firmó por una temporada con opción a una segunda.

## Clubes

### Como jugador
| Club                | País   | Año       |
| ------------------- | ------ | --------- |
| Vicenza             | Italia | 2001-2003 |
| Empoli              | Italia | 2003-2006 |
| Ascoli              | Italia | 2006-2007 |
| Torino              | Italia | 2007-2011 |
| Atalanta (préstamo) | Italia | 2010      |
| Grosseto            | Italia | 2011-2012 |
| Sorrento            | Italia | 2012-2013 |
| Reggiana            | Italia | 2013-2014 |

### Como entrenador
| Club          | País   | Año           |
| ------------- | ------ | ------------- |
| Südtirol      | Italia | 2017-2019     |
| Ascoli        | Italia | 2019-2020     |
| Venezia       | Italia | 2020-2022     |
| Empoli        | Italia | 2022-2023     |
| Hellas Verona | Italia | 2024-presente |

## Palmarés

### Como jugador

#### Títulos nacionales
| Título  | Club   | País   | Año     |
| ------- | ------ | ------ | ------- |
| Serie B | Empoli | Italia | 2004-05 |